# Pterolophia obducta
Pterolophia obducta är en skalbaggsart som först beskrevs av Francis Polkinghorne Pascoe 1865.  Pterolophia obducta ingår i släktet Pterolophia och familjen långhorningar.
Artens utbredningsområde är Sulawesi. Inga underarter finns listade i Catalogue of Life.